# آرووو
آرووو (انگلیسی: Arovo) یک شهرک در شهرستان چیشمینسکی در استان باشقیرستان کشور روسیه است.